# 米哈伊布拉武鄉 (久爾久縣)
44°9′N 26°4′E / 44.150°N 26.067°E
米哈伊布拉武鄉（羅馬尼亞語：Mihai Bravu, Giurgiu），是羅馬尼亞的鄉份，位於該國南部，由久爾久縣負責管轄，面積67平方公里，海拔高度85米，2007年人口2,514，人口密度每平方公里38人。